# Superhéroe de la vida real

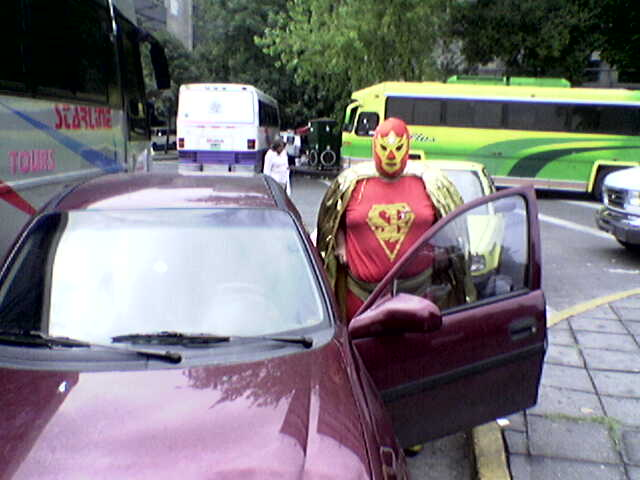
Superbarrio Gómez, Ciudad de México. Usa su imagen única para organizar reuniones de labor, protestas, y peticiones para evitar que familias sean desalojadas

Los superhéroes de la vida real (SVR) son personas que se visten con disfraces, ayudan a la gente sin privilegios, y luchan a favor de la justicia como lo harían los superhéroes de cómics. Realizan servicios que creen que benefician a la comunidad en varias formas. Algunos superhéroes de la vida real entregan suministros a las personas sin hogar, mientras otros buscan combatir el crimen mediante patrullas comunitarias y vigilancia vecinal, las cuales identifican y reportan actividades sospechosas a las autoridades apropiadas. Algunos en la comunidad de SVR tratan de resolver problemas por su cuenta, recurriendo al vigilantismo, contraviniendo la voluntad de la policía.

## Ejemplos
Los superhéroes de la vida real llevan máscaras o se disfrazan para realizar desde servicio comunitario hasta luchar contra el crimen.
Algunos ejemplos documentados en las noticias incluyen:

### Argentina
- El "Capitán Menganno" (Oscar Lafosse) trabaja en Lanús Este.[6] Vestido con los colores de la bandera Argentina, un casco con luces  neón y armado con protección balística, gas pimienta, una pistola y un escudo estampado con los colores celeste y blanco (similar al superhéroe ficticio Capitán América). Patrulla las calles de su ciudad en moto y se vio involucrado en un intento de robo a mano armada, cuando un grupo de delincuentes intentaron forzarlo a bajarse de su vehículo a disparos.[7] Sirvió en el Grupo de Operaciones Especiales de la Policía Federal Argentina bajo el rango de Oficial Subinspector.[8][9]

### Australia
- "Captain Australia", presentado en mX y luego en The Courier-Mail[5][10] y en la televisión en A Current Affair,[11] vive en Brisbane, capital de Queensland. Lleva un traje verde y una máscara similares a los del Capitán América con una arroba en su pecho y un cinturón de utilidades al estilo de Batman. La policía manifestó que prefiere que Captain Australia no intervenga en ningún incidente más.[5]

- Los activistas enmascarados controversiales llamados "The Fauna Fighters" son SVR residentes de Melbourne, los cuales usan una temática de superhéroes de la Edad de oro de los comic-books como método de divulgación de problemas como los derechos de los animales y como forma de soporte para varios grupos de derechos de los animales y organizaciones benéficas. Los Fauna Fighters (Flying Fox y The Thylacine, respectivamente) han sido presentados en varias publicaciones como la revista That's Life[12] y The Melbourne City Journal.[13] El apoyo del dúo hacia el grupo "radical" para los derechos de los animales llamado Frente de Liberación Animal provocó una reacción mixta en la "comunidad" SVR, pero los Fauna Fighters continuaron usando la temática de superhéroes para publicitar su causa en un movimiento que ellos consideran artivismo ("Art-ivism"), un híbrido entre el arte y el activismo. Sus actividades incluyen limpiezas, patrullaje, protestas y campañas de peticiones y trabajo voluntario así como la promoción del estilo de vida vegetariano y vegano. Han estado activos desde principios de 2012.

### Brasil
- La revista Superinteressante publicó un artículo sobre los superhéroes de la vida real brasileños "The Eye", "Entomo", "Terrifica", "Superhero" y "Superbarrio".[14]

### Canadá
- The Age describió a "Anujan Panchadcharam the Polarman" de Iqaluit, Nunavut, cuyos intereses primarios son palear la nieve en las aceras durante el día y patrullar las calles en busca de criminales durante la noche.[15]
- "Ark", de Toronto, fue presentado en un artículo para Postmedia News por Douglas Quan, en noviembre de 2011, comentando sus razones y métodos para ser un superhéroe de la vida real.[16]
- "The Crimson Canuck", de Windsor, Ontario, fue presentado en el artículo de Douglas Quan,[16] y también fue entrevistado en la estación de radio AM800 por Arms Bumanlag, y fue presentado en un artículo en el Toronto Sun,[17]
- "Thanatos", de Vancouver, es una persona que se viste en un disfraz y distribuye bienes y buena voluntad a las personas sin hogar.[18]
- The Katalysts Ontario o "Justice Crew of Oshawa", en Oshawa, es un grupo de individuos que viven en la Región de Durham, quienes patrullan las calles de noche, limpian la basura y ayudan a las personas sin hogar.[19]
  - Aftershock, el fundador (también conocido como "Turtleman").
  - Regulus.
  - Nameless Crusader.

### Chile
- "EcoMan" (ex-"Helperman"), realiza campañas e intervenciones educativas para sensibilizar sobre el cuidado del medio ambiente, la adaptación al cambio climático y solucionar los problemas ecológicos de ese país. Nació como Helperman, un superhéroe que ayudaba a la gente a mediados del año 2008, desde ayudar a la gente en el metro a subir sus pesadas maletas en estación Central, hasta a resolver problemas matemáticos y a corregir faltas de ortografía a un estudiante. Luego sufrió una metamorfosis, donde se transformó en el superhéroe ecológico EcoMan. Desde su nacimiento, ha plantado más de 20 mil árboles, erradicado más de 25 mil toneladas de basura, realizado intervenciones ecológicas, y charlas y encuentros con más de 3,5 millones de niños y adolescentes en etapa escolar. Ha participado de eventos como el Rally Dakar 2010, 2011 y 2012, carnavales culturales en Valparaíso, Flash Mood, Lollapalooza, Copa América, y la última visita del papa Francisco en aquel país.

### Colombia
- "Super Pan", es un superhéroe colombiano de la vida real que lucha contra el hambre en las áreas de pobreza de Bucaramanga
- "ALAS", es un superhéroe de la ciudad de Barranquilla que patrulla desde el año 2019.[20]
- "ElectronVoltio", es un vigilante en la ciudad de Bogotá, el cual lucha contra el crimen con un Cañón Gauss y un par de nunchakus.
- "Iron Breaker", es un justiciero que opera en la zona de Bogotá; sus métodos de combate se basan en el control que él mismo posee sobre su artillería. Es programador y desarrollador tecnológico. Adicionalmente, trabaja en un proyecto para crear una exo armadura militar para hacer cumplir la ley.
- "Vodka", (antiguo Phantom) es un RLSH con la voluntad de un guerrero. Un héroe silencioso, que abarca el silencio de las sombras y las usa a su favor. Este héroe posee maestría en una amplia gama de armas blancas, usa bombas de nitrógeno líquido, posee un gran escudo que le permite resistir más en batalla.

### Estados Unidos
Los superhéroes de la vida real son notablemente frecuentes en los Estados Unidos comparados con otros países, lo cual puede atribuirse a la mayor popularidad de los cómics de superhéroes en dicho país.
- TreeHugger hizo un reporte sobre "Captain Ozone", quien hace apariciones en escuelas primarias y festivales de cáñamo, creando un videodocumental sobre el ambientalismo, y también organizando una demostración pública sobre energías renovables.[25]
- The San Diego Union-Tribune[26] y United Press International[27] escribieron acerca de héroes como "Mr. Xtreme", un guardia de seguridad que también trabaja como un "luchador enmascarado contra el crimen", el cual reparte comida y jugó en San Diego, California.
- "Captain Prospect" y "Sparks" fueron presentados en la NPR Intern Edition de la primavera de 2009.[28]
- "Captain Oyster", también conocido como Liam Davenport, fue presentado en The Ron & Fez Show, de Sirius XM Radio, en octubre de 2011.[29] Él afirmó patrullar su vecindario de Queens, Nueva York, buscando crímenes entrada la noche para resolverlos mediante "intimidación y discurso intelectual".
- "Thanatos", "Life" y "Phantom Zero" fueron presentados en un artículo de The Globe and Mail.[30] Ellos discutieron sus diferentes puntos de vista y métodos sobre ser un superhéroe de la vida real.
- "Wall Creeper" y "Zen Blade" fueron presentados en Westword, una publicación semanal alternada de Denver.[31]
- MSN menciona a "Tothian", "Master Legend", "Captain Prospect", "Geist", "Captain Jackson", "Nyx" y "Michael Brinatte", propietario de "Hero-gear.net" en un artículo en línea.
- La NBC de Cincinnati hizo un reporte sobre[32] "Shadow Hare", un joven de 21 años de Milford quien se viste como un superhéroe. Esto fue retransmitido luego en la CNN.
- "The Watchman" y "Moon Dragon" fueron presentados en el número de agosto de 2009 de Milwaukee Magazine.[33]
- WTOP-FM, una estación de radio de Washington D. C., hizo un reporte sobre "Metro Woman", un truco publicitario de poca duración destinado a reunir apoyo para el proyecto de la línea púrpura del metro de Washington.[34]
- El programa de noticias Nightline, de la ABC, entrevistó a los superhéroes de la vida real "Squeegeeman" y "Captain Xavier Obvious", quienes patrullan la Ciudad de Nueva York. Los héroes también fueron documentados en Radar Magazine, Time Out New York y Deadline!, de HDNet.[35]
- ABC News y el programa de radio Wait Wait... Don't Tell Me! de NPR entrevistaron a "Terrifica", una mujer de Nueva York quien patrulla bares y fiestas en un esfuerzo para prevenir que los hombres se aprovechen de las mujeres ebrias. Desde mediados de los años 90, Terrifica se ha puesto una máscara, una peluca rubia, botas rojas y capa, porque según sus palabras las mujeres "necesitan ser protegidas de sí mismas".[36]
- Jack Brinatte, conocido como "Razorhawk", apareció en Fox News America Newsroom.[37]
- WITI (TV) entrevistó a "The Watchman" y lo mostró patrullando la ciudad.[38]
- La revista Empire presentó a "Geist" en un artículo llamado "The Real Kick-Ass".[39]
- NBC News publicó una historia que documenta a un residente de 20 años de Columbia, Tennessee, que fue detenido por la policía por patrullar las calles luego de la medianoche con una máscara y traje negro y verde. El hombre se refirió a sí mismo como "The Viper", y afirmó que era "sólo un tipo tratando de hacer lo que era correcto en traje de malla".[40]
- The Sunday Paper y el Chattanooga Times Free Press publicaron un artículo sobre un equipo de marido y mujer, "Crimson Fist" y "Metadata", en Atlanta, que ayuda a las personas sin hogar en su zona.[41][42]
- Telemundo publicó una noticia sobre "Dragonheart", un superhéroe de la vida real bilingüe que opera en Miami, Florida.[43]
- La revista GQ publicó un artículo llamado "Seven Real Life Superheroes", presentando a "Mr. Xtreme", "Superhero", "Geist", "Life", "Master", "Legend" e "Insignis".[44]
- Portland tiene un héroe llamado "Zetaman". El hombre detrás de la capa es Illya King, "un hombre casado sin hijos".  Su historia fue detallada por The Willamette Week.[45]
- El Star Tribune de Minneapolis presentó a "Geist" y "Razorhawk" en un artículo titulado "Real-life superheroes fight injustice with flair".[46]

### Finlandia
- "Dex Laserskater", quien fue presentado en la revista finlandesa Image,[47] ha patrullado las calles de Helsinki desde 1997. Ha modelado a su alter ego a partir del héroe Skateman. Se especializa en guiar turistas, dar propinas a los camareros, porteros y músicos callejeros y ayudar a la policía.

### Francia
- "Captain Ozone", presentado en la edición francesa de la revista Max[48] y la revista Koikispass,[49] así como en la edición alemana de la revista FHM.[50]

### Italia
- La Repubblica presentó a "Entomo, el Hombre Insecto", un patrullero y activista enmascarado.[51] En febrero de 2009, Rai 4 filmó una patrulla nocturna y una entrevista con Entomo en la fábrica abandonada de Italsider en Nápoles, las cuales salieron al aire en el programa televisivo Sugo.[52] Luego de una entrevista extensiva en Il Riformista,[53] Entomo fue presentado en periódicos importantes italianos y españoles, como Il Mattino[54] y Panorama.[55]

### Liberia
- El único superhéroe conocido en África es "Lion Heart", el cual ayudó a salvar las vidas de muchos aldeanos enseñándoles cosas importantes y simples. Ha iniciado un movimiento popular en África, con mucha gente ayudando.[56]

### México
- Naraby y Marco son una pareja que vive en Mérida, Yucatán, y ayudan a jóvenes con problemas de adicción y conductas. Les muestran otra forma de enfocar sus problemas y a descubrir su potencial. Son una pareja que regala mucho amor y comprensión a los jóvenes.
- La CNN cubrió a "Superbarrio", de la Ciudad de México, quien es un joven expulsado de la secundaria que viste un traje de malla rojo y una máscara de lucha libre profesional. Usa su imagen única para organizar reuniones de labor, protestas, y peticiones para evitar que familias sean desalojadas.[57]
- Súper Grillo es un superhéroe cuentacuentos desde el año 2017 hasta la actualidad. Es originario de Xochimilco en la Ciudad de México, se dedica a narrar historias y dar alegría a las personas a través de su noble labor en instituciones educativas, museos, bibliotecas, centros culturales, casas hogar, asilos de ancianos, hospitales, entre otros lugares; esto con el objetivo de promover valores, regalar una sonrisa, fomentar la lectura, causar un impacto positivo en los demás y ayudar a las personas.[58]
- En la Ciudad de México podemos encontrar a Tacubo, el luchador que promueve la paz y lucha constantemente contra el bullying en las escuelas. Sus actos han sido de mucha ayuda para motivar a los jóvenes a adoptar una cultura sin agresión.[59]
- Zadrigman es un superhéroe mexicano que rescata animales en situación de calle, lucha contra el maltrato animal y promueve el amor por los seres vivos. También participa en campañas de concientización contra la violencia hacía los animales, realiza marchas y eventos, da conferencias para motivar a otros, construye refugios para animales y dona croquetas a refugios que lo necesitan.[60]

### Noruega
- En su publicación noruega del 31 de diciembre de 2009, Aftenposten presentó un artículo y fotos de superhéroes de la vida real. El artículo incluía a los personajes de "Life", "Geist", "The Deaths Head Moth", "Dreizehn", "Entomo" y "Superhero."[61]

### República Checa
- "Super Vaclav" es una figura promocional para una compañía de webhosting checa.[62] Él pretende combatir el comportamiento antisocial en ciudadanos de Praga, dándole baldazos de agua a individuos fumando cerca de paradas de transporte público. También ataca a los dueños de perros con el excremento de su propio animal si éstos lo dejan en el césped.[63]

### Reino Unido
- El tabloide The Sun publicó un artículo acerca de los superhéroes de la vida real del país, incluyendo a "The Statesman", "Vague", "Swift", "Black Arrow", "Lionheart" y "Terrorvision".[64][65]
- La BBC hizo un reportaje sobre "Angle-Grinder Man", un ciudadano que se describe a sí mismo como un "superhéroe de cepos", quien proclama usar un esmeril angular para cortar ilegalmente cepos de han sido trabados por la policía y oficiales de estacionamiento en Kent y Londres. La policía afirma que no han recibido quejas por sus acciones.[66]
- El periódico This is Local London publicó un artículo acerca de "SOS" (cuyo nombre real es Steve Sale), un superhéroe que entró de rondón en el estreno de la película Kick-Ass.[67]
- "Knight Warrior" (cuyo nombre real es Roger Hayhurst) es un joven de 19 años el cual lleva un traje y pretende detener peleas en el área de Salford. Su madre ha expresado preocupación por su seguridad.[68]
- En agosto de 2011, la BBC hizo un reporte acerca de "Shadow" (cuyo nombre real es Ken Andre), quien patrulla en Yeovil.[69]

### Suecia
- "Väktaren" (traducido aproximadamente como "El Vigilante") patrulla las calles de Malmö, y ha sido presentado en varios medios. La policía no está de acuerdo con sus acciones.[70][71][72]

### Venezuela
- "Fox" (de identidad desconocida), es conocido gracias a testimonios de testigos, actuando y frustrando diferentes actos delictivos en la ciudad de Caracas. Se le ha visto peleando en combates mano a mano o manejando armas de fuego, terminando apresados o abatidos aquellos a quienes enfrenta.[cita requerida]'

### España
- ¨DarkQueen¨ de identidad y género desconocido (Aparentemente un hombre disfrazado de drack queen) patrulla las noches de los fines de semana por las calles de Madrid Centro en busca de gente que se ve atrapada por asaltantes y gente que abusa de aquellos que se han pasado de copas.
- ¨Azote Celeste¨ su nombre es Ariadna Artiomka Lara, aunque es de origen ruso está asentada en España, es escritora infantil de profesión en su vida privada, en su faceta de super heroína ¨Azote Celeste¨ viste ropa militar con una capa roja. su principal cometido es localizar y entorpecer cazadores furtivos. Forma parte de la ¨AEDS¨
- ¨StarCrow¨ Su nombre es Daniel villarreal, escritor de profesión y en su faceta de super héroe viste una gabardina gótica y una máscara oscura de tipo punk, su principal cometido, inspirado en el héroe Ecomán, es limpiar basura de todo tipo de parajes naturales así como detener a quienesquieran que tiren basuras en dichos entornos, forma parte de la ¨AEDS¨
- ¨Cacaman¨. Aunque su nombre pareciera ser una broma, es un hombre que viste con una capa y una bolsa en la cabeza, se dedica a ir detrás de los dueños que no recogen las deposiciones de sus mascotas y, haciendo uso de unos guantes, las recoge del suelo y las arroja contra su dueño con el propósito de concienciar de que han de recoger los excrementos de sus mascotas.
- ¨ CapitánCosmos - RLSH ¨ de identidad: en la isla de Tenerife, de género masculino, viste cómo militar, con boina negra militar de lado, una armadura cara de motorista, rodilleras de ciclista en las piernas, pantalones negros de uniforme, botas de cosplay de Dr.Strange, gafas de sol deportivas, y guantes con nudillos de 15% metal. En marzo del año: 2022, empezó haciendo labores caritativos, dando 10 bocadillos todos los lunes, a desfavorecidos de la calle en una de las ciudades del sur de la isla, luego recogía basura en la estación de dicha ciudad, y acabó denunciando casos criminales, desmantelando desde las sombras, redes criminales, y por supuesto para proteger la isla de Tenerife. En su pueblo, detuvo a un camello, dando datos a la policía y elaboró con colaboración de la policía, un acuerdo para una solución, a los ocupas de un edificio abandonado, y una colaboración más de las cercanías. Una empresa de obras compró los edificios, y elaboró una solución. Actualmente Retirado.

## Grupos de superhéroes de la vida real

### Estados Unidos
- "Superheroes Anonymous", la primera reunión anual de superhéroes de la vida real de todo Estados Unidos, quienes limpiaron el Times Square, en Nueva York, ayudaron a la gente sin hogar y proveyeron de materiales para la prevención de crímenes.[73]
- Múltiples medios han hecho reportes sobre el "Rain City Superhero Movement", un grupo de superhéroes de la vida real en Seattle. El grupo incluye a "Buster Doe", "No Name", "Troop", "Penelope" y "Phoenix Jones (Benjamin Fodor)".[74][75]
- The Washington Post reportó una historia sobre los superhéroes "Captain Prospect" y "Justice", miembros del "Capital City Super Squad", de Washington D. C.[76]
- Central Florida News 13 publicó una historia sobre "Team Justice", un grupo de superhéroes disfrazados dando regalos de Navidad a la gente sin hogar.[77][78]
- El periódico de Salt Lake City Salt Lake City Weekly hizo un reporte sobre las patrullas de "The Black Monday Society" y las identidades verdaderas de superhéroes de su equipo, "Insignis", "Ghost", "Ha!" y "Silver Dragon".[79] Fox News Salt Lake City publicó una historia sobre el equipo también.[80]
- The Jibsheet publicó un artículo acerca de un grupo de 10 "Superhéroes de la vida real" en Seattle tratando de ayudar a la gente sin hogar para que las pandillas no robaran sus pertenencias.[81]
- KSTP-TV hizo un reporte sobre "Razorhawk", "Geist" y el "Great Lakes Hero Guild", mientras estos patrullaban Minneapolis. El segmento fue retransmitido nacionalmente en ABC Overnight News.[82]

### España
- AEDS: presumiblemente son las siglas de Asociación Ecologista De Super-Héroes, han sido datadas que en dos ocasiones un grupo de al menos una docena de personas se ha reunido para limpìar parajes naturales o reunir fondos para ayudar a animales o gente sin hogar.

## Relación con la policía
La policía responde usualmente a las acciones de estas personas negativamente. Esto se debe a que temen por la seguridad de estos "superhéroes" y argumentan que a veces pueden meterse en el camino de las tareas policiales y ser una carga. En varias oportunidades, la policía ha expresado preocupación por el hecho de que los SVR se ponen en situaciones peligrosas sin darse cuenta de que todo lo que hacen indica que "eso no es una acción inteligente". Desde la perspectiva policial, los "superhéroes" que se involucran físicamente para prevenir crímenes están practicando vigilantismo.

## En la cultura popular

### Televisión
Los SVR y su cultura aparecen en episodios de Hill Street Blues, Bones, Rookie Blue, Franklin & Bash, Castle, NCIS, CSI Las Vegas y Law & Order: Special Victims Unit.

### Cine
El cómic Kick-Ass tuvo una adaptación al cine en 2010, junto con una secuela en 2013; algunas otras películas que tratan este tema son Defendor (2009), Super (2010) y Zebraman (2004).

### Anime y manga
El manga y anime ¨One punch man¨ se inspira en los super héroes de la vida común, los cuales no poseen ningún poder más allá de las habilidades para que ellos mismos han entrenado.